# 최재우 (정치인)
최재우(1913년~2004년)는 조선민주주의인민공화국의 정치인이자 기술관료로, 최고인민회의 대의원을 역임했다.

## 참고 자료
- Dictionary of North Korean Names (Chinese), North Korea Research Institute, 1996)
- (最新)北韓人名辭典(서울: 北韓硏究所, 1996).